# Chris Cleave

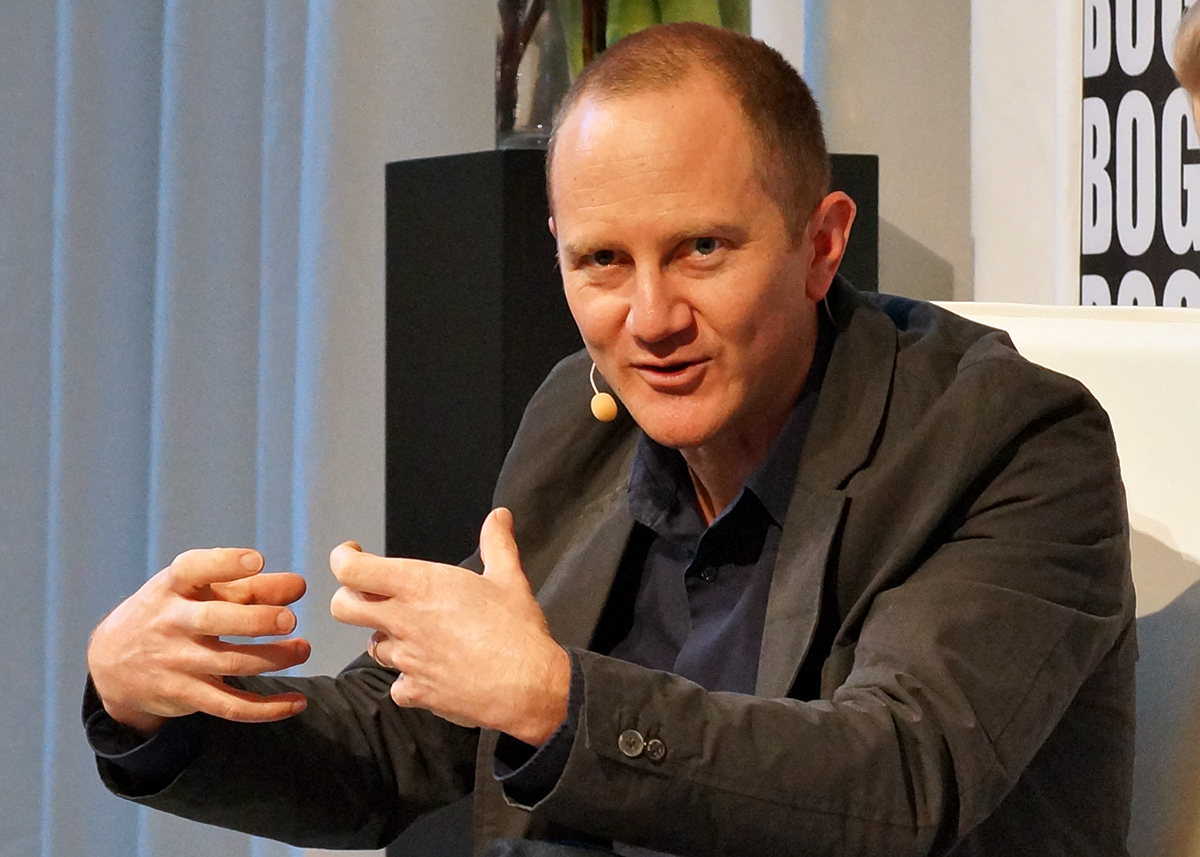
Chris Cleave (2012)

Chris Cleave (* 1973 in London) ist ein britischer Journalist und Schriftsteller.
Chris Cleave wuchs in Kamerun und Buckinghamshire auf. Nach seinem Psychologiestudium am Balliol College in Oxford ist er u. a. als Barmann, Hochseematrose und Journalist tätig gewesen, hat Meeresnavigation unterrichtet und eine Internetfirma gegründet.
Sein Debütroman Incendiary (deutscher Titel: Lieber Osama) erschien in 20 Ländern und wurde mit Michelle Williams und Ewan McGregor verfilmt. 
Sein zweites Buch The other Hand (deutscher Titel: Little Bee) erschien im Jahre 2008 in Großbritannien und war für den Costa Book Awards nominiert. Im darauffolgenden Jahr erschien es unter dem Titel Little Bee auch in den USA und in Kanada. Der Roman wird von Blossom Films in Kooperation mit BBC Films mit Nicole Kidman verfilmt. Die deutsche Übersetzung sprang 2011 bis auf Platz 10 der Spiegel-Bestsellerliste.
Chris Cleave schreibt weiterhin für die englische Tageszeitung The Guardian und lebt mit seiner Frau und seinen drei Kindern in London.

## Preise und Auszeichnungen
- 2006: Somerset Maugham Award für Incendiary
- 2006: Vorschlagsliste des Commonwealth Writers’ Prize ebenfalls für Incendiary
- 2008: Vorschlagsliste für die Verleihung des Costa Book Awards für The other Hand

## Werke
- Incendiary (2005)
  - dt.: Lieber Osama. Aus dem Englischen von Marcus Ingendaay, Rowohlt, Reinbek 2006, ISBN 978-3498009328
- The other Hand. 2008.
  - dt.: Little Bee. Roman. Aus dem Englischen von Susanne Goga-Klinkenberg, dtv, München 2010, ISBN 978-3-423-24819-8.
- After the End of the World (2011)
- Gold (2012)
  - dt.: Gold. Roman. Aus dem Englischen von Susanne Goga-Klinkenberg, dtv, München 2013, ISBN 978-3-423-24958-4.
- Everyone Brave Is Forgiven (2016)
  - dt.: Die Liebe in diesen Zeiten. Roman. Aus dem Englischen von Susanne Goga-Klinkenberg, dtv, München 2017, ISBN 978-3-423-26140-1.

## Hörbücher
- Lieber Obama. Gelesen von Sophie Rois, Argon Verlag, Berlin, 2006, ISBN 3-87024-007-5 (8 CDs mit Booklet, 565 Min.)
- Little Bee. Gelesen von Britta Steffenhagen, Sarah Alles, Der Audio Verlag (DAV), Berlin, 2011, ISBN 978-3-86231-068-5 (Lesung, 5 CDs, 375 Min.)